# Renault Boreal
Renault Boreal — компактний кросовер, що випускається компанією Renault з 2025 року.

## Опис
Кросовер базується на основі Dacia Bigster, виробляється на заводі в Куритибі (Бразилія) та продається в 17 країнах Латинської Америки.
Модель також буде вироблятися в Бурсі (Туреччина), для 54 ринків, таких як країни Східної Європи (за межами ЄС), Середнього Сходу і країн Середземномор'я.

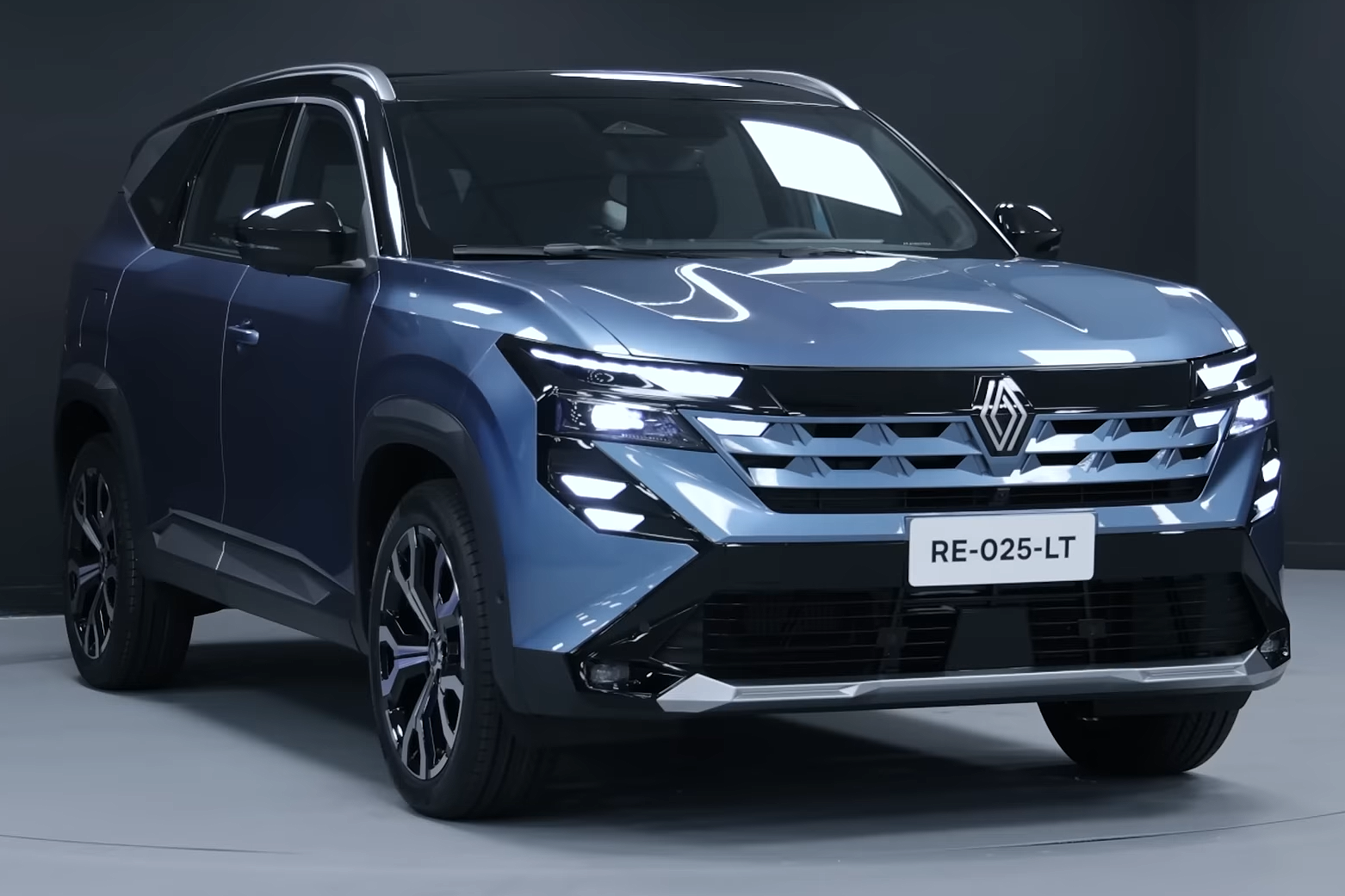
вид спереду
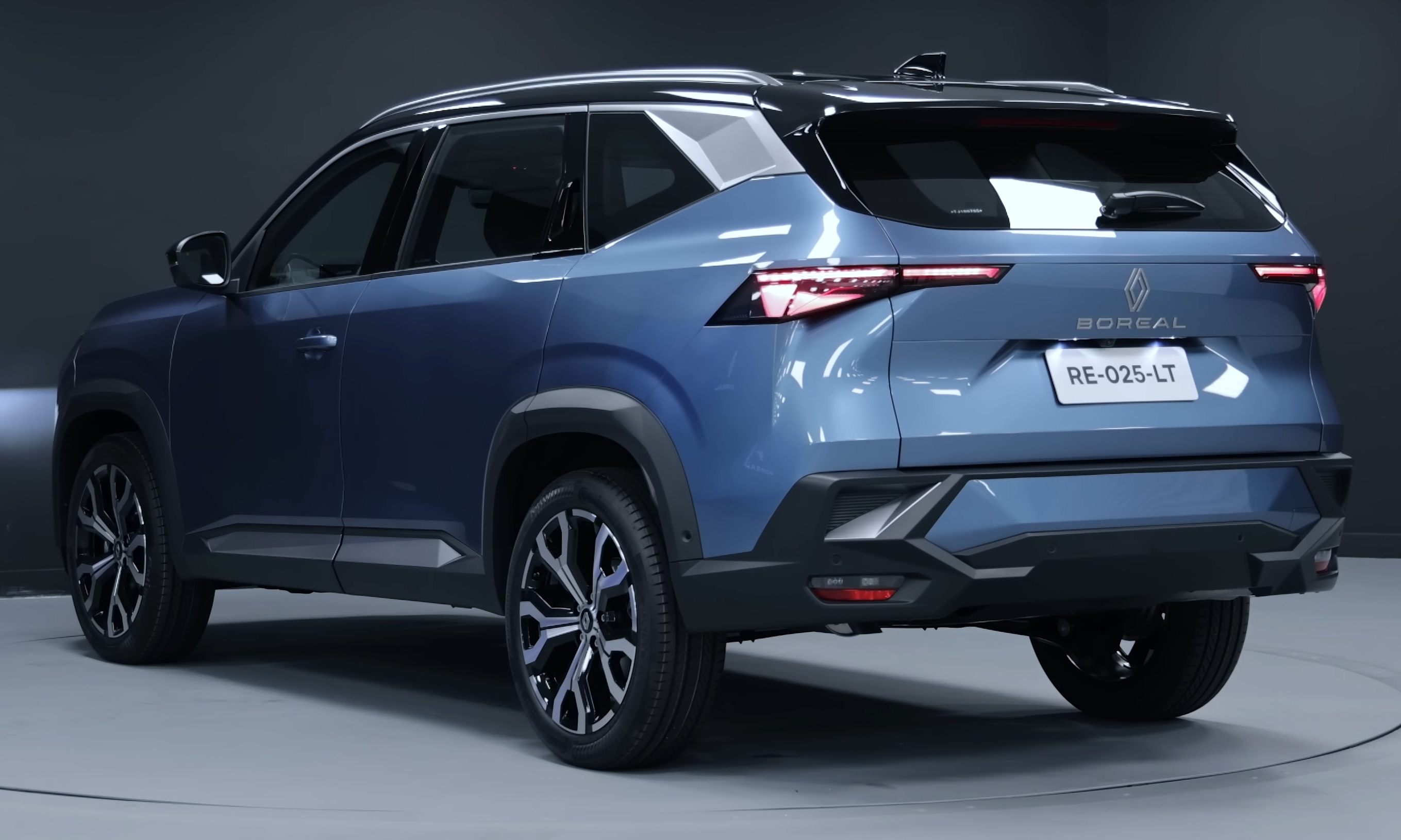
вид ззаду
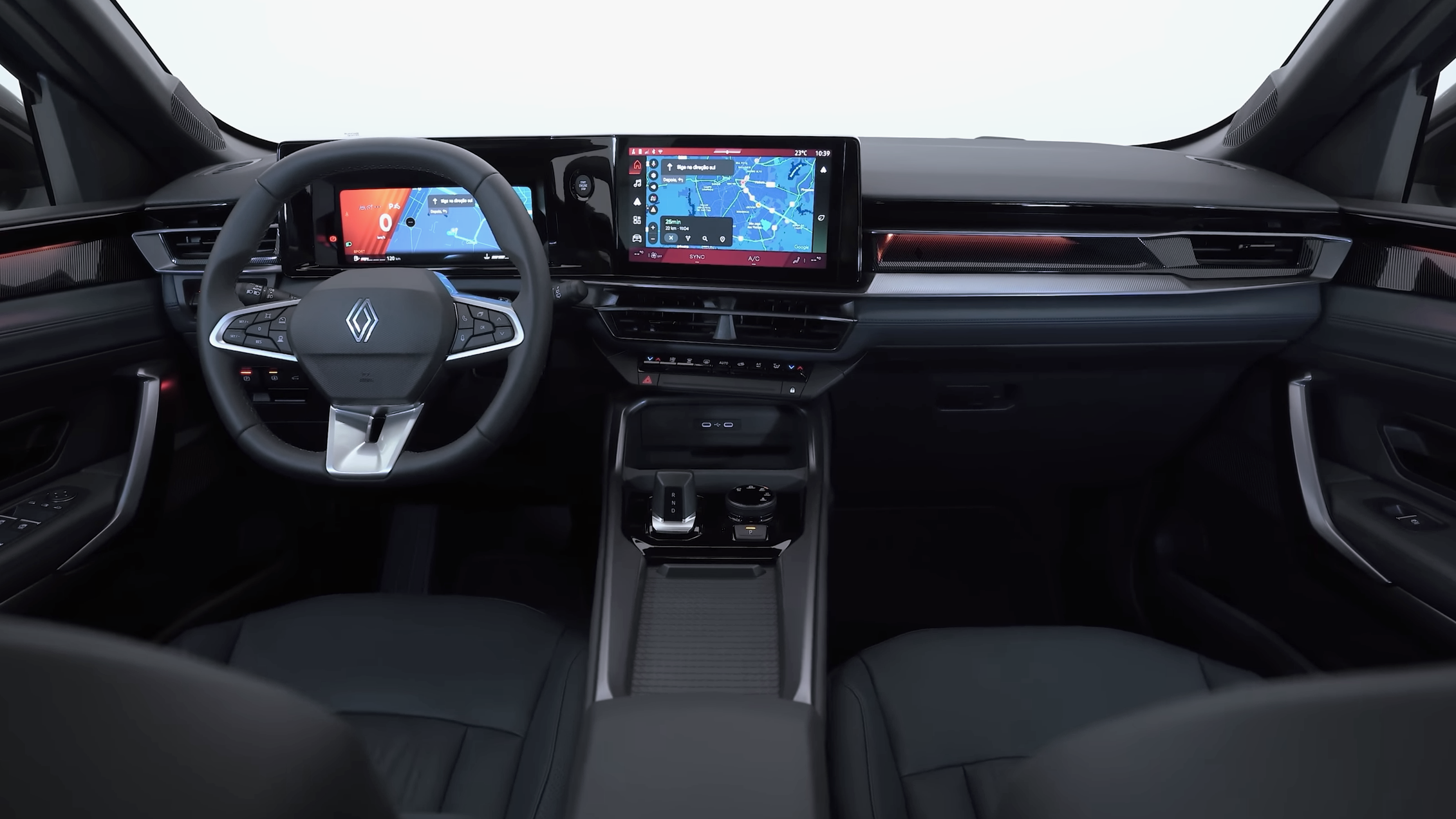
інтер'єр